# باشگاه ورزشی ایگلز (سینت مارتن)
باشگاه ورزشی ایگلز یک باشگاه فوتبال حرفه‌ای اهل سینت مارتن از فیلیپسبورگ است که در حال حاضر در لیگ برتر سینت مارتن بازی می‌کند. این باشگاه تیم‌هایی برای جوانان، مردان و زنان دارد.